# Bothriothorax rotundiformis
Bothriothorax rotundiformis är en stekelart som beskrevs av Howard 1895. Bothriothorax rotundiformis ingår i släktet Bothriothorax och familjen sköldlussteklar. Inga underarter finns listade.